# Луй Юньсю
Луй Юньсю (кит.: 卢云秀, нар. 6 вересня 1996) — британська яхтсменка, олімпійська чемпіонка 2020 року.

## Виступи на Олімпіадах
| Олімпіада  | Дисципліна  | Місце |
| ---------- | ----------- | ----- |
| Токіо 2020 | віндсерфінг | 1     |